# مانگروهای دلتای رود سند–دریای عرب
مانگروهای دلتای رود سند–دریای عرب یا  جنگل‌های مانگرو دلتای رود سند–دریای عرب بوم‌ناحیه‌های وسیعی از گیاه مانگرو در ساحل دریای عرب در ایالت سند پاکستان و خلیج‌های کوچ و خامبات در گجرات هند است. جنگل‌های مانگرو دلتای رود سند–دریای عرب از نظر وسعت هفتمین جنگل مانگرو در زمین به‌شمار می‌رود.
دلتای رود سند مخروط افکنه وسیعی را تشکیل می‌دهد که از کفه‌های گلی پراکنده با آبراهه‌های فراوان و جنگل‌های مانگرو در حاشیه آن تشکیل شده است. این دلتا در سده بیستم به‌طور قابل توجهی کوچک‌تر شده است، زیرا اقدامات توسعه و مدیریت ساحلی، پایداری دلتا را کاهش می‌دهند. دلتای رود سند در سال ۱۹۹۰ دارای ۱۶ درصد پوشش مانگرو بود و این مقدار تا سال ۲۰۱۷ به ۱۰ درصد کاهش یافته است.
بسیاری از مناطق جنگلی دلتا تخریب شده و بخش‌های باقی‌مانده در معرض تهدید قرار دارند، تا حدی به این دلیل که اعمالی مانند کانال‌های آبیاری باعث می‌شود که زمین دیگر برای جنگل‌های مانگرو مناسب نباشد. تعرض‌های جوامع انسانی برای برداشت چوب مانگرو نیز از دیگر عوامل تخریب پوشش مانگرو در این منطقه به‌شمار می‌رود. از دیگر تهدیدهای این بوم‌ناحیه می‌توان به آلودگی و نشت نفت از شهر کراچی اشاره کرد.

## موقعیت و ویژگی‌ها
رود سند با طول ۲٬۸۸۰ کیلومتر (۱٬۸۰۰ مایل) یکی از طولانی‌ترین رودهای جهان است. این رود از یخچال‌های طبیعی رشته کوه هیمالیا در تبت سرچشمه گرفته و از هند و پاکستان می‌گذرد. جایی که رود سند در استان سند پاکستان وارد دریای عرب می‌شود، مخروط افکنه‌ای وجود دارد که در امتداد ۱۵۰ کیلومتر (۹۳ مایل) خط ساحلی امتداد دارد. این مخروط افکنه از مقادیر زیادی گل و لای که طی بیش از پنجاه میلیون سال در رودخانه شسته شده، تشکیل شده است و حدود ۶۰۰٬۰۰۰ هکتار (۱٬۵۰۰٬۰۰۰ جریب فرنگی) وسعت دارد. هفده آبراهه اصلی و تعداد بسیار زیادی آبراهه کوچک‌تر با لجن‌زارهای وسیع و باتلاق‌های مانگرو حاشیه‌ای در این مخروط افکنه وجود دارد که سدی در برابر خیزآب تشکیل می‌دهند.
درختان مانگرو (کرنا) در دلتای رود سند در دریای عرب یافت می‌شوند. خور حتی شورتر از حد معمول به دلیل نمک‌هایی که توسط رود سند از بیابان تار به ساحل آورده شده است، فرایندی که با توجه به استفاده روزافزون از رودخانه برای آبیاری و تأمین آب، همچنان ادامه دارد. جنگل‌های مانگرو زیستگاه مهمی است که نمک و آب شیرین در آن مخلوط می‌شوند. این زیستگاه از طیف وسیعی از گیاهانی که برای زنده ماندن در این محیط شور تکامل یافته‌اند و تعداد زیادی ماهی‌ها و سخت‌پوستانی که غذا، پناهگاه و اکسیژن خود را در آب‌های زیر ریشه درخت مانگرو پیدا کرده‌اند، حمایت می‌کند.
دمای هوا در تابستان گرم است و به ۵۰ درجه سلسیوس (۱۲۲ درجه فارنهایت) می‌رسد و ممکن است در زمستان به نقطه انجماد نزدیک شود. باران در موسمی‌های جنوب‌غربی بین ماه‌های ژوئیه و سپتامبر می‌بارد و میانگین بارندگی ۱۰۰ تا ۵۰۰ میلیمتر (۴ تا ۲۰ اینچ) است. از آب رود سند به‌طور گسترده برای آبیاری استفاده می‌شود و زمانی که رود به دلتا می‌رسد، جریان آب شیرین در مقایسه با سطوح تاریخی بیش از ۹۰ درصد کاهش یافته است. جریان فعال آب رود فقط حدود دو ماه طول می‌کشد، و به همین ترتیب بار رسوبی نیز کاهش می‌یابد. آب شور از سمت دریا به طرف بالادست رود در حدود ۸۰ کیلومتر (۵۰ مایل) نفوذ می‌کند و این هم روی درختان مانگرو در حال رشد در منطقه و هم بر زمین‌های کشاورزی تأثیر می‌گذارد. از دست دادن رسوبات باعث افزایش فرسایش ساحلی شده و این پدیده با فرونشست زمین و بالا آمدن سطح دریا تشدید می‌شود. سایر عوامل مؤثر بر جنگل‌های مانگرو دلتای رود سند، آلودگی ناشی از فاضلاب و پساب صنعتی است و بخش‌هایی از جنگل‌های مانگرو به دلیل کشاورزی و توسعه شهری از بین رفته است.

## گیاهان

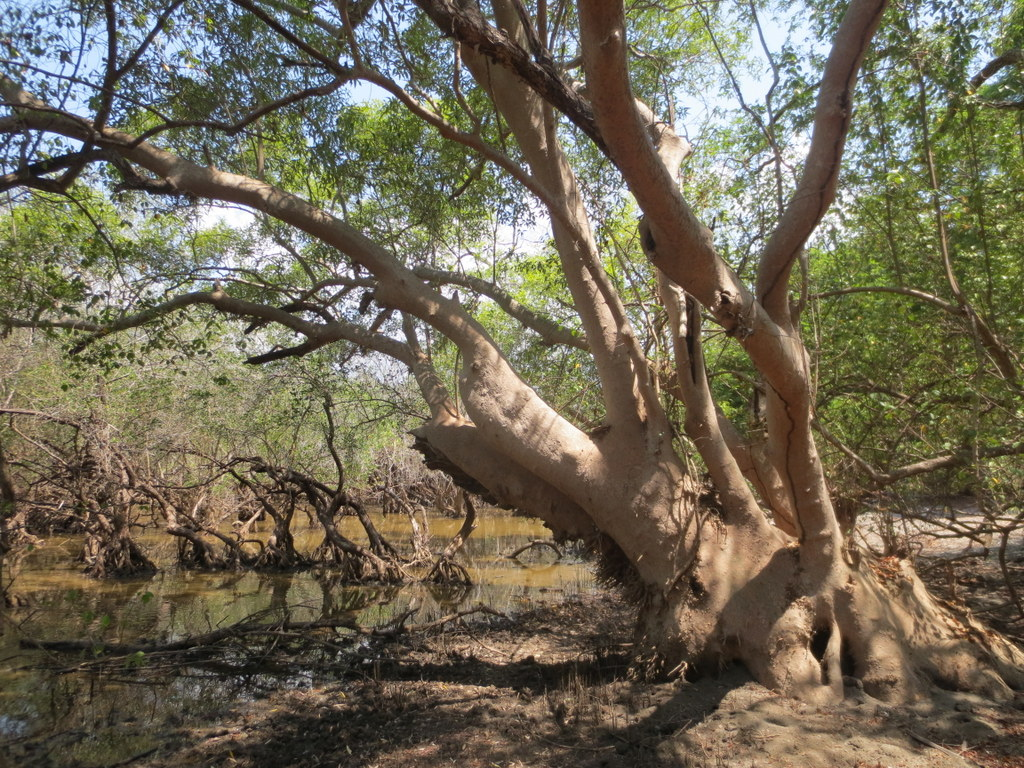
درخت حرا (Avicennia marina) که نوعی مانگرو است.

گیاگان دلتای رود سند متنوع نیست زیرا گیاهان کمی می‌توانند در شرایط سخت گرما و شوری زنده بمانند. در سال ۲۰۰۳، جنگل‌های مانگرو ۸۲۰ کیلومتر مربع (۳۲۰ مایل مربع) از دلتا را پوشش می‌دادند. ۹۵ درصد درختان از نوع مانگروی خاکستری (Avicennia marina) و ۵ درصد باقی‌مانده که در مناطق کوچکی از زمین‌های مرتفع رشد می‌کنند، از نوع مانگروی سرخ (Rhizophora mucronata)، مانگروی هندی (Ceriops tagal) و مانگروی سیاه (Aegiceras corniculatum) بودند. گونه هالی دریایی (Acanthus ilicifolius) و دیگر گیاهان مقاوم به نمک در قسمت‌های خشک‌تر رشد می‌کنند. جنگل‌های مانگرو دارای تاج پوشش ضخیم و زیر درختی است که عمدتاً از نهال درختان مانگرو تشکیل شده است.

## جانوران
جنگل‌های مانگرو به عنوان پناهگاهی برای تولید مثل ماهی‌ها، سخت پوستان و بی‌مهرگان اهمیت ویژه ای دارد و این گونه‌ها می‌توانند در میان ریشه‌های این درختان پناه بگیرند. درهم تنیدگی ریشه‌های هوایی به جانداران مانگرو در محیط شور کمک می‌کند. این جنگل‌ها همچنین زیستگاه تعداد زیادی از پرندگان دریایی هستند. پستانداران دلتای رود سند شامل گربه ماهیگیر، گراز وحشی، گوزن خوکی هندی، شنگ هندی، زباد کوچک هندی، گربه جنگلی جنوب آسیا، شغال طلایی، خرگوش صحرایی، دلفین گوژپشت اقیانوس هند و گراز دریایی بدون باله است. دلتا محل زندگی تعداد زیادی از پرندگان آبی شامل فلامینگوی بزرگ، پلیکان خاکستری، پلیکان سفید بزرگ، حواصیل خاکستری، حواصیل ارغوانی، حواصیل شب، کورکور سرسفید، سنقر تالابی، کورکور شانه‌سیاه، دلیجه معمولی، دلیجه کوچک، قرقی، میخ‌پنجه بزرگ، طاووسک سرخاکستری، یلوه آبی و پرندگان مهاجر بسیاری است که سالانه در حدود ۶۰٬۰۰۰ قطعه از آن‌ها وارد این منطقه می‌شوند.

## تهدیدها و حفاظت
آلودگی شهر صنعتی و بندر کراچی به همراه کاهش آب رود سند ناشی از برداشت آب، تهدیدی برای زیستگاه‌های دلتای رود سند است. نشت نفت نیز یک خطر دیگر است. بیشتر جنگل‌های مانگرو دلتای سند برای هیزم و ایجاد چراگاه پاک‌تراشی شده‌اند، اما برخی از آنها در سه منطقه حفاظت‌شده باقی مانده‌اند: پناهگاه‌های حیات وحش مارهو کوتری، کات مونارکی و ذخیره‌گاه شکار میرپور ساکرو. صندوق جهانی حیات وحش وضعیت زیستگاه مانگرو دلتای رود سند را بحرانی یا در معرض خطر ارزیابی می‌کند.
در پروژه‌های آغاز شده در سال ۱۹۸۵، اداره جنگل سند در خط مقدم کاشت مجدد و احیای مناطق مانگرو در دلتا بوده است. این کار با حمایت طاهر قریشی کنشگر ارشد محیط زیست و اتحادیه بین‌المللی حفاظت از طبیعت، برنامه محیط زیست سازمان ملل متحد، یونسکو و بانک جهانی انجام شده است. در این برنامه‌ها حدود ۱۶۰ کیلومتر مربع (۶۲ مایل مربع) جنگل مانگرو خاکستری و مانگرو سرخ ایجاد شده و ۳۰ کیلومتر مربع (۱۲ مایل مربع) دیگر از جنگل‌های مانگرو سرخ نیز بازسازی شده است.